# Henri Baradère
Jean Henri Baradère (Luz-Saint-Sauveur, 7 septembre 1792 - 1839 ?) est un missionnaire français.

## Biographie
Prêtre (21 septembre 1816), vicaire à Saint-Jacques de Pau (1817-1818), il est envoyé comme missionnaire et vicaire apostolique au Sénégal (décembre 1822-août 1824). Curé de Montmartre à son retour (1824) et chanoine de la cathédrale de Tarbes, il rencontre, par l'intermédiaire de l'abbé Grégoire, Gabriel-Jacques Laisné de Villévêque qui organise alors un projet de colonisation française dans l'isthme de Tehuantepec au Mexique.
Choisi par Villévêque, il quitte la France le 1er novembre 1827 et, à Mexico, obtient la concession d'une grande parcelle dans la région de Coatzacoalcos. Il reprend alors les fouilles archéologiques des sites mayas des districts de Xochicalco, de Tlaxcala, de Mitla et de Palenque et découvre un grand nombre d'antiquités qu'il ramène à Mexico, et les négocie avec Isidro Icaza, directeur du musée national de Mexico. Il parvient à obtenir du gouvernement mexicain, en septembre 1828, l'échange des manuscrits de Guillermo Dupaix et des dessins de José Luciano Castañeda contre les objets découverts.
À son retour en France en 1829, Baradère entreprend la publication d'un ouvrage de luxe, les Antiquités mexicaines qui révèle au public français les pyramides de Mitla et de Palanque. Par contre, il est accusé vivement d'être à l'origine de l'échec de l'établissement de la colonie de Coatzacoalcos.
En 1835, il part pour La Nouvelle-Orléans. On perd sa trace au Mexique vers 1839.

## Travaux
- Antiquités mexicaines. Relations des trois expéditions du capitaine Dupaix, ordonnées en 1805, 1806 et 1807 pour la recherche des antiquités du pays, notamment celles de Mitla et de Palenque, 2 vols., 1834-1836